# Nutteln (Holstein)
Nutteln ist eine Gemeinde im Kreis Steinburg in Schleswig-Holstein.

## Geografie und Verkehr
Nutteln liegt etwa 10 km nordwestlich von Itzehoe und direkt südlich von Vaale an der Landesstraße L 327 (ehemals Bundesstraße 431), ziemlich genau auf der Grenze zwischen der Marsch und der Geest. Durch die Gemeinde fließt der Nuttelner Bach (alter Name „Nütteler Bach“).

## Geschichte
Aus dem Jahre 1247 stammt die Ersterwähnung der Dorfesbezeichnung „Nutle“. Dieser Name leitet sich vermutlich von der älteren Bezeichnung „Nutloh“ ab. Die Bedeutung des Ortsnamens kann deshalb als Hain oder „Wäldchen mit Nusssträuchern“ angegeben werden.
Bis 1970 gehörte der Ort zum Kreis Rendsburg.

## Politik

### Gemeindevertretung
Bei der Kommunalwahl am 14. Mai 2023 wurden insgesamt neun Sitze vergeben. Diese fielen erneut alle an die Kommunale Wählergemeinschaft Nutteln. Die Wahlbeteiligung betrug 68,0 %.

### Wappen
Blasonierung: „Auf grünem Hügel in Blau drei unbelaubte silberne Bäume, deren Kronen im oberen Schildrand verschwinden.“
Neben einer Andeutung des historischen Landschaftsbildes wird im Wappen der Gemeinde Nutteln vorrangig der Ortsname bildlich dargestellt.

## Bilder

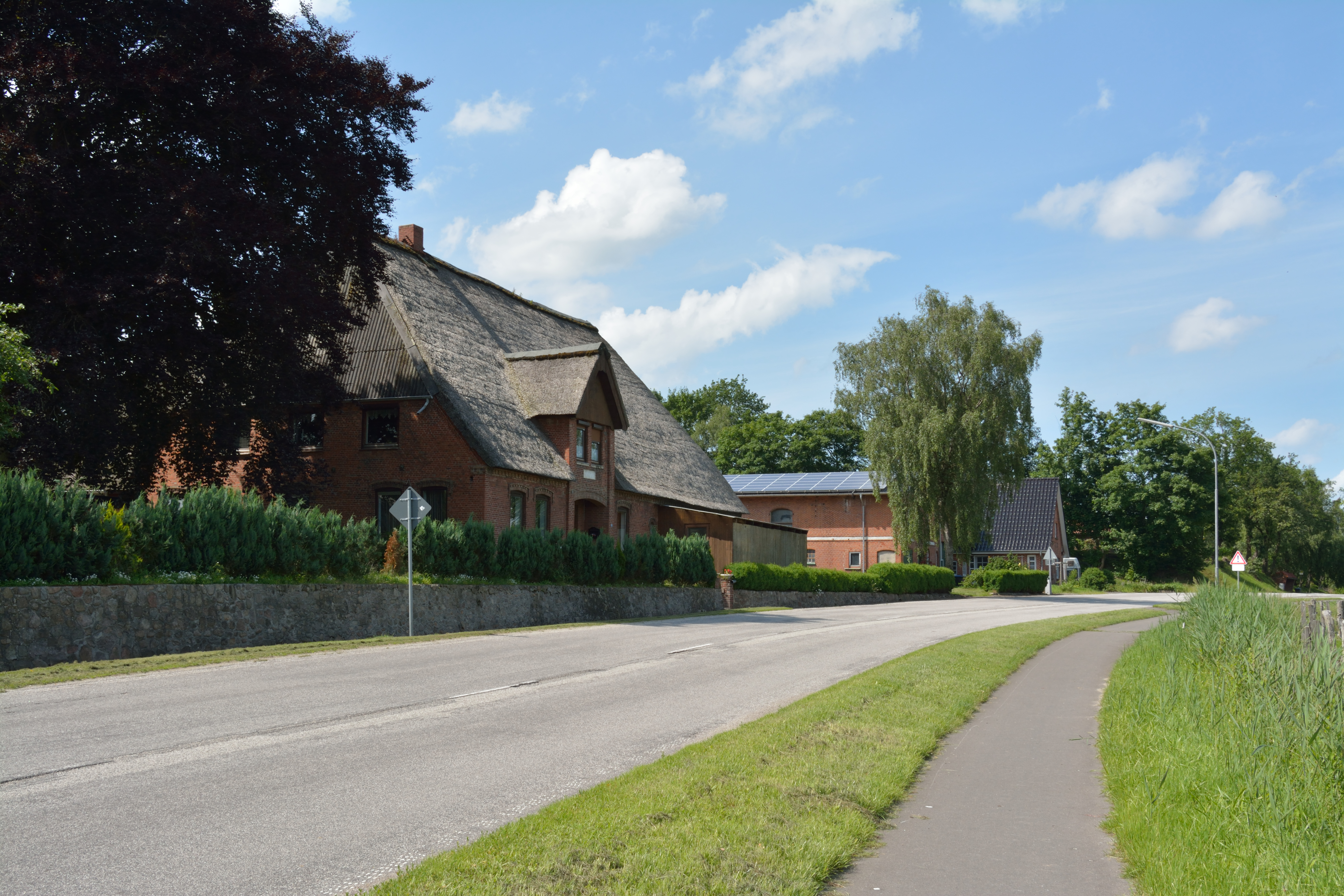
Hauptstraße von Nutteln
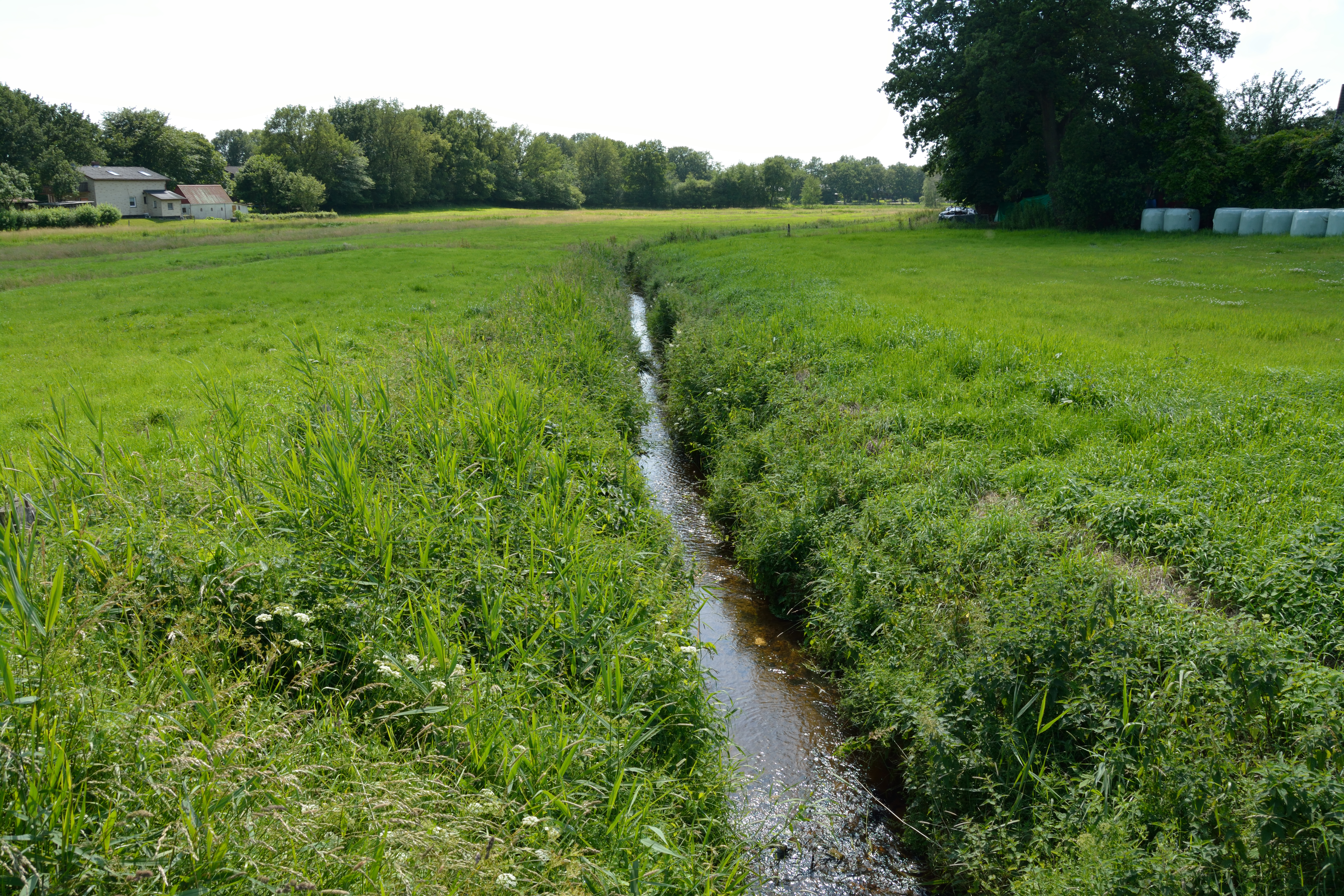
Nuttelner Bach im Ort